# Scotophaeus tubicola
Scotophaeus tubicola är en spindelart som beskrevs av Schmidt 1990. Scotophaeus tubicola ingår i släktet Scotophaeus och familjen plattbuksspindlar.
Artens utbredningsområde är Kanarieöarna. Inga underarter finns listade i Catalogue of Life.